# Carpornis cucullata
Carpornis cucullata е вид птица от семейство Cotingidae. Видът е почти застрашен от изчезване.

## Разпространение
Видът е разпространен в Бразилия.